# Sébastien Vigier
Sébastien Vigier (Palaiseau, 18 april 1997) is een Frans baanwielrenner. 

## Carrière
Vigier is goed in de sprintonderdelen, de sprint, teamsprint, keirin en 1km tijdrit. Hij won diverse Franse- en Europese titels. In 2021 eindigde hij als derde op de Olympische Zomerspelen 2020 op het onderdeel teamsprint, samen met Florian Grengbo en Rayan Helal.

## Belangrijkste uitslagen

### Elite
| Jaar | FK                            | EK                            | WK                  | Overige                                                   |
| ---- | ----------------------------- | ----------------------------- | ------------------- | --------------------------------------------------------- |
| 2016 | sprint                        |                               |                     | WB Glasgow: teamsprint · WB Apeldoorn: teamsprint, sprint |
| 2017 | sprint · keirin · 1km tijdrit | teamsprint · sprint           | teamsprint          | WB Pruszków: teamsprint, keirin                           |
| 2018 | sprint · keirin · 1km tijdrit | teamsprint · keirin           | teamsprint · sprint | WB Saint-Quentin-en-Yvelines: teamsprint                  |
| 2019 |                               | teamsprint                    | teamsprint          | WB Cambridge: teamsprint, sprint · WB Glasgow: keirin     |
| 2020 |                               |                               |                     |                                                           |
| 2021 |                               | teamsprint                    | teamsprint · sprint | Olympische Spelen: · teamsprint                           |
| 2022 | keirin · sprint               | sprint · keirint · teamsprint |                     |                                                           |
| 2023 | keirin · sprint               | teamsprint                    | teamsprint          |                                                           |
| 2024 |                               | teamsprint                    |                     |                                                           |
| 2025 | keirin · sprint               | teamsprint                    |                     |                                                           |

### Jeugd
2014
- Europese kampioenschappen baanwielrennen, junioren, teamsprint
- Wereldkampioenschappen baanwielrennen, junioren, sprint

2015
- Europese kampioenschappen baanwielrennen, junioren, sprint
- Europese kampioenschappen baanwielrennen, junioren, keirin

2016
- Europese kampioenschappen baanwielrennen, onder 23, sprint

2017
- Europese kampioenschappen baanwielrennen, onder 23, sprint